# Bernard Lee
John Bernard Lee (ur. 10 stycznia 1908 w Londynie, zm. 16 stycznia 1981 tamże) – angielski aktor, występował w roli M w serii filmów o przygodach Jamesa Bonda, występując w latach 1962–1979 w 11 filmach z tej serii.

## Filmografia

### Filmy o Bondzie
- Doktor No (1962)
- Pozdrowienia z Rosji (1963)
- Goldfinger (1964)
- Operacja Piorun (1965)
- Żyje się tylko dwa razy (1967)
- W tajnej służbie Jej Królewskiej Mości (1969)
- Diamenty są wieczne (1971)
- Żyj i pozwól umrzeć (1973)
- Człowiek ze złotym pistoletem (1974)
- Szpieg, który mnie kochał (1977)
- Moonraker (1979)